# Bremerhagen
Bremerhagen ist ein Ortsteil der Gemeinde Sundhagen im Landkreis Vorpommern-Rügen.

Bremerhagen zwischen 1880 und 1920

## Geografie und Verkehr
Bremerhagen liegt 8 Kilometer nordöstlich der Stadt Grimmen, 18,5 Kilometer südlich von Stralsund und 16 Kilometer nordwestlich von Greifswald. Einen Kilometer östlich des Ortes verläuft die als vierstreifige Autostraße ausgebaute Bundesstraße 96, weiter östlich verläuft seit 1863 die Bahnstrecke Greifswald–Stralsund und noch weiter östlich die Bundesstraße 105, die ehemalige B 96.
Nördlich der Ortslage befindet sich ein größeres Waldgebiet, sonst sind flache weite Ackerflächen überwiegend.

## Geschichte
Bremerhagen ist dem Namen nach eine frühdeutsche (1230 bis 1400) Gründung als Hagendorf (Rodungssiedlung im Wald). Ob der erste Namensteil etwas mit Bremen als Herkunftsort der Siedler oder nur ein Personennamen der ersten Siedler ist, ist ungewiss.
Das Dorf Bremerhagen wurde am 12. März 1323 erstmals als Bremerhaghen urkundlich erwähnt. In der Urkunde verkauft die Familie von Gristow den Brüdern von Papenhagen (Bürger von Stralsund) 12 Hufen in Wüst-Eldena, Segebadenhau (Seghebodenhowe), Horst und Bremerhagen (Bremerhaghen).
Im preußischen Urmesstischblatt (PUM) von 1835 stellt sich Bremerhagen als 2 Kilometer langgestreckte Ansiedlung dar. Es ist ein Straßendorf mit einem damals schon großen Gut am südöstlichen Ende und einer Ziegelei und einem Forstgehöft am nordwestlichen Ende. Dazwischen sind die Katen der Landarbeiter und kleinere Gehöfte von Büdnern verteilt.
1871 hatte Bremerhagen folgende amtliche Statistik:
- Vorwerk (Klein Bremerhagen) hatte 8 Wohngebäude, in denen 19 Haushaltungen vorhanden waren. Der Ortsteil hatte 133 Einwohner, 1867 waren es nur 91. Alle hatten die evangelische Konfession.
- Hof (Groß Bremerhagen) hatte 7 Wohngebäude, in denen 9 Haushaltungen vorhanden waren. Der Ortsteil hatte 52 Einwohner, 1867 waren es nur 50. Auch hier hatten alle die evangelische Konfession.[2]

1880 unterteilt sich der Ort lt. MTB (Messtischblatt) in das Gutsdorf mit dem Namen „Groß Bremerhagen“ und der nordwestlichen Streusiedlung „Klein Bremerhagen“. Das dortige Gut war zu dieser Zeit kompakt ausgebaut und hatte außerdem eine eigene Ziegelei. Die zugehörige Landarbeiter- und Handwerkersiedlung hatte 8 Häuser mit kleinen Wirtschaftsgebäuden. Der damalige Ortsteil Klein Bremerhagen war eine langgestreckte Streusiedlung mit dem Forstgehöft und einer Holländerwindmühle.
Bis 1920 verändert sich die Struktur kaum, die Ortsteile bleiben so bestehen, wie 1880, in der Mitte von Klein Bremerhagen entstand ein Schulgebäude. Das Gut von Groß Bremerhagen vergrößerte sich weiter und wurde jetzt als Dominal, also Staatseigentum ausgewiesen und wurde sicher verpachtet.
- Nach 1945 wurde mit der Bodenreform das Gut aufgesiedelt, es entstanden ringsum Neubauernhöfe. Die Gutsanlage verschwand nach und nach, dafür wurde gegenüber ein LPG-Komplex aufgebaut. Die Ortsbezeichnung war jetzt nur noch Bremerhagen, wobei der nordwestliche Teil (ehemals Klein Bremerhagen) den Namen „Bremerhagen Forst“ erhielt, ohne als eigenständige Ortschaft oder Ortsteil registriert zu sein.

Bremerhagen gehörte zur Gemeinde Wilmshagen. Diese schloss sich am 7. Juni 2009 mit den Gemeinden Behnkendorf, Brandshagen, Horst, Kirchdorf, Miltzow und Reinberg zur neuen Gemeinde Sundhagen zusammen.

## Sehenswürdigkeiten
- Gutshaus Bremerhagen
- Im Landeswald nördlich von Bremerhagen ist ab den 1960er Jahren der Naturlehrpfad mit einer Vielzahl an Exponaten entstanden. Am Ende steht eine Jagdhütte, die zum Forst gehört und traditionell von Jägern genutzt wird. In den 1970er Jahren wurde sie mehrmals durch das Ostseestudio Rostock für Fernsehaufnahmen für die Sendung „Waidmannsheil“ genutzt.
- Das alte Schulhaus liegt zwischen Groß Bremerhagen und Bremerhagen Forst unter der Adresse 18519 Sundhagen, Bremerhagen 52, beherbergt heute den „Camäleon“-Verein mit seinem „Homeland Bremerhagen“
- Der alte Forsthof befindet sich 500 Meter weiter, doch wurde die alte historische Försterei und die Scheune nach 1990 abgerissen und das noch vorhandene Gebäude privatisiert.

→ Siehe auch Liste der Baudenkmale in Sundhagen